# Lords of Summer
«Lords of Summer» (с англ. — «Повелители лета») — песня американской метал-группы Metallica. Была выпущена в 2014 как цифровой сингл и как ограниченное издание на Чёрную пятницу в виде LP со студийной и концертной версией песни тиражом в 4000 экземпляров. В 2016 году перезаписанная версия песни была включена в делюкс-издание альбома Hardwired… to Self-Destruct, но была сокращена больше чем на минуту в отличие от изначальной версии. Официальный ремикс песни группы The Glitch Mob вышел 13 мая 2015 года на видеосервисе Youtube.

## Список песен
| №  | Название                          | Музыка                                       | Длительность |
| -- | --------------------------------- | -------------------------------------------- | ------------ |
| 1. | «Lords of Summer» (гаражное демо) | Джеймс Хетфилд, Ларс Ульрих, Роберт Трухильо | 8:20         |

| №  | Название                                            | Музыка                    | Длительность |
| -- | --------------------------------------------------- | ------------------------- | ------------ |
| 1. | «Lords of Summer» (перезаписанная альбомная версия) | Хетфилд, Ульрих, Трухильо | 7:10         |

| №  | Название                          | Музыка                    | Длительность |
| -- | --------------------------------- | ------------------------- | ------------ |
| 1. | «Lords of Summer» (первая версия) | Хетфилд, Ульрих, Трухильо | 8:21         |

| №  | Название                                                                                               | Музыка                    | Длительность |
| -- | --- | ------------------------- | ------------ |
| 1. | «Lords of Summer» (первая версия)                                                                      | Хетфилд, Ульрих, Трухильо | 8:21         |
| 2. | «Lords of Summer» (концертная версия) (Записана 1 Июля 2014 на Rock in Rome Sonisphere в Риме, Италия) | Хетфилд, Ульрих, Трухильо | 8:48         |

## Участники записи
- Джеймс Хетфилд — вокал, ритм-гитара
- Кирк Хэмметт — соло-гитара
- Роберт Трухильо — бас-гитара, бэк-вокал
- Ларс Ульрих — барабаны

## Перезаписанная версия
Новая перезаписанная версия песни была выпущена 2 года спустя для делюкс-издания Hardwired… to Self-Destruct. Она стала на минуту короче изначальной версии и лучше по качеству по сравнению с оригинальным синглом. 17 Ноября 2016 года группа выпустила клип на «Lords of Summer» на Youtube, наравне с 12 песнями из оригинального альбома 16 и 17 ноября 2016 года.